# Altura (magnitud)
|  | Per a altres significats, vegeu «altitud». |

L'altura és la magnitud física que mesura la distància vertical d'un punt respecte a terra o de la part més alta a la més baixa. Quan es fa referència a la dimensió vertical d'un objecte, sol dir-se alçada (per a éssers vius) o alçària. P. ex.: Aquell xicot fa dos metres d'alçada. El gratacel més alt del món fa 828 m d'alçària. En canvi, per a referir-se a la distància vertical entre un punt i un altre de referència, es diu altura. P. ex.: L'avió volava a molta altura. En sentit figurat, es diu també altura. P. ex.: No va estar a l'altura de les circumstàncies. D'altra banda, altitud té un significat encara més concret; és l'altura respecte a una referència, normalment el nivell del mar.